# Iagoda, Stara Zagora
Iagoda (în bulgară Ягода) este un sat în comuna Măglij, regiunea Stara Zagora,  Bulgaria. 

## Demografie
Componența etnică a satului Iagoda
     Romi (3,41%)
     Turci (10,11%)
     Nicio identificare (7,29%)
     Bulgari (78,77%)
     Altele (0,39%)
La recensământul din 2011, populația satului Iagoda era de 1.522 locuitori. Din punct de vedere etnic, majoritatea locuitorilor (78,77%) erau bulgari, existând și minorități de turci (10,11%) și romi (3,41%). Pentru 7,29% din locuitori nu este cunoscută apartenența etnică.